# Úttörő Színház
Az Úttörő Színház 1949 és 1952 között Budapest VI. kerületében, a Paulay Ede utca 35. szám alatt gyermekszínházként működött.

## Története
Az államosításkor a 14 éven aluli gyermekek részére hozták létre, a moszkvai Pionír Színház mintájára. 1949. szeptember 24-én nyitotta meg kapuit. A színház igazgatója: Fábri Zoltán volt. Az Úttörő Színház legfontosabb feladata volt, hogy a gyerekközönség megismerje és megszeresse a színházat. Természetesen a fiatalság politikai és erkölcsi nevelése is fontos cél volt. Előtte, 1945-től a Művész Színház otthona volt az épület. 1952-től a Nagymező utcai Ifjúsági Színház Kamaraszínháza lett. 1954-től Jókai Színház néven a Petőfi Színház társszínházaként működött. 1956-tól megszűnt gyermekszínház jellege.

## Előadások
- E. Princev – J. Hocsinszkij: Csodák országa (1949. szeptember 24.)
- Alekszandra Brustejn – Harriet Beecher Stowe: Tamás bátya kunyhója (1950. január 13.)
- Tamara Gabbe: Mesterek városa (1950. április 24.)
- Fehér Klára: Becsület (1950. május 18.)
- Szergej Mihalkov: Haza akarok menni (1950. október 22.)
- Gáli József: Erős János (1951. január 28.)
- Valentyin Katajev: Az ezred fia (1951. május 6.)
- Gergely Márta: Úttörő barátság (1951. szeptember 14.)
- Szergej Mihalkov: A vörös nyakkendő (1951. november 7.)
- Móricz Zsigmond – Fazekas Mihály: Ludas Matyi (1951. december 1.)
- Alekszandra Brustejn: Pányuska iskolája (1952. február 20.)

## Társulat
- Antal Erzsi
- Apor Noémi
- Ascher Oszkár
- Ádám Klári
- Baracsi Ferenc
- Berky József
- Békés Itala
- Bocskay Izabella
- Csaplár Ica
- Deésy Mária
- Dékány László
- Dömsödi János
- Garay József
- Géczy Dorottya
- Greguss Zoltán
- Gyarmati Anikó
- Győző László
- Halassy Mariska
- Holló Eszter
- Horváth Jenő
- Horváth Tivadar
- Joó László
- Keresztessy Mária
- Kovács Károly
- Kürthy Péter
- Mádi Szabó Gábor
- Mikes Lilla
- Lengyel Erzsi
- Lengyel Vilmos
- Létay Klári
- Lóránd Hanna
- Neszményi Margit
- Örkényi Éva
- Palotai István
- Pálfalvi Éva
- Pogány Margit
- Rajna Mária
- Révai Judit
- Sallai Kornélia
- Sármássy Miklós
- Somogyvári Rudolf
- Szabó Sándor
- Szakáts Miklós
- Szentpál Mónika
- Toronyi L. Imre
- Zámori László
- Zách János
- Zsolnai Judit